# سکه دریایی
سکه‌ دریایی یا سکه‌ شنی آبزی ای از شاخه خارپوستان و به صورت پهن و صفحه‌ای‌شکل است.
سکه‌های دریایی در بسیاری از اقیانوس‌های نیم‌کره شمالی از مناطق جذرومدی گرفته تا آب‌های ژرف یافت می‌شود. سکه‌های دریایی در آب‌وهوای معتدل و گرمسیر زندگی می‌کنند.
پوسته سخت و استخوان‌مانند این جانوران به شکل سنگواره در کرانه دریاها یافت می‌شود. در سکه‌های دریایی زنده، این پوسته با خارهایی جنبنده پوشیده شده‌است. جاپیمایی سکه‌های دریایی از طریق حرکت هماهنگ این خارها ممکن می‌شود.
سکه‌های دریای مانند دیگر توتیاهای دریایی دارای پنج ردیف روزنه است. این روزنه‌ها به شکل گل‌برگ کنار هم قرار گرفته‌ند.
این روزنه‌ها در درون‌پوست قرار گرفته‌اند و تبادل گاز از طریق آن‌ها انجام می‌گیرد.

## نگارخانه

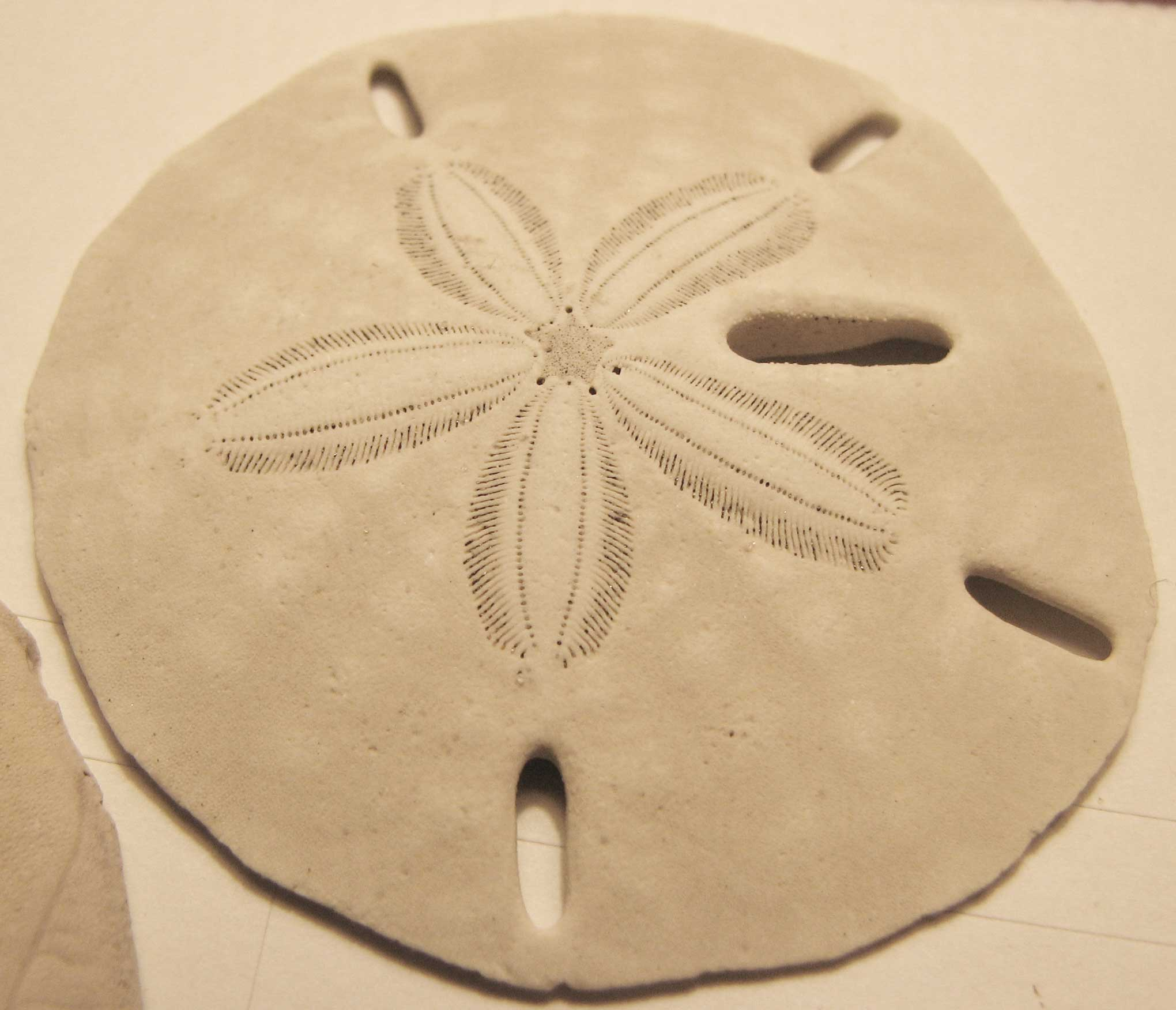
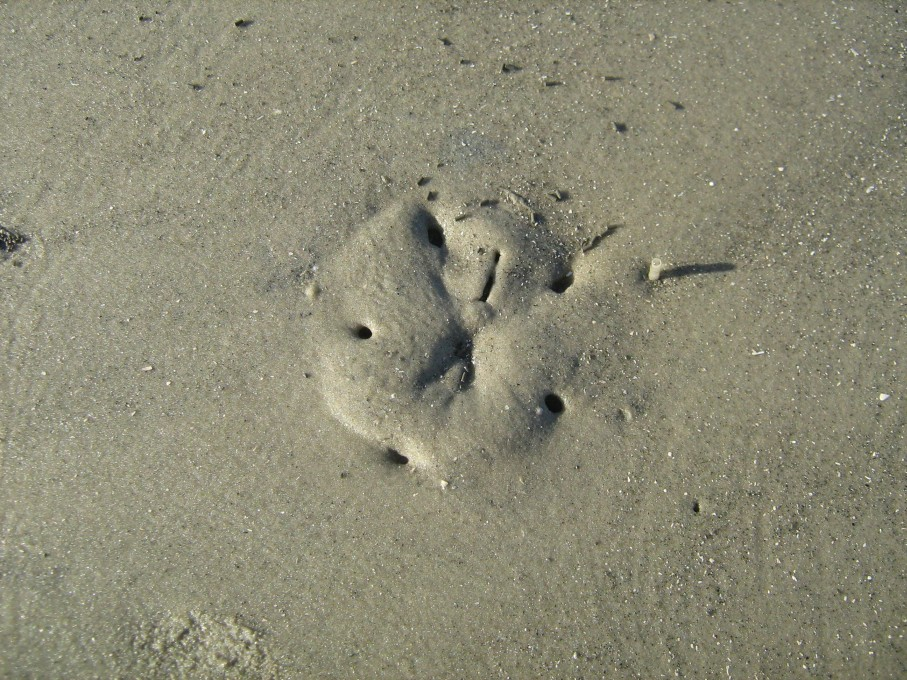